# Бронепробиваемость

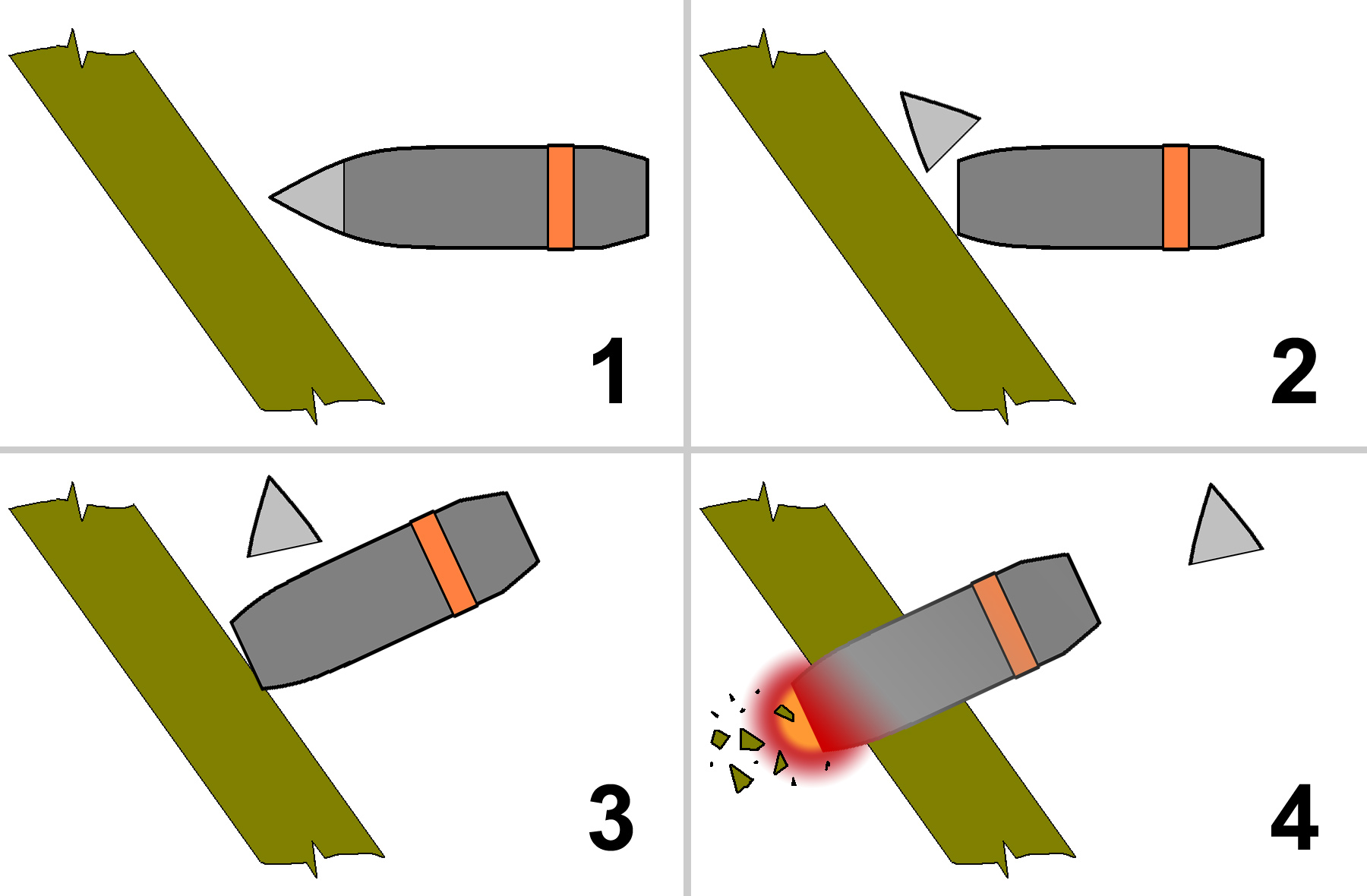
Упрощённая схема взаимодействия тупоголового артиллерийского снаряда 1940-х годов с бронеплитой. Разрушение баллистического наконечника и нормализация снаряда (доворот в сторону нормали).

Бронепробива́емость — максимальная толщина пробивания в миллиметрах бронебойным калиберным или подкалиберным снарядами, кумулятивными, артиллерийскими, ракетными снарядами, различными типами мин, авиабомб и иных снарядов, использующих кумулятивный эффект или эффект ударного ядра (УЯ) однородной стальной преграды (гомогенной катаной стальной брони).
С точки зрения эффективности поражающего действия боевого припаса толщина пробивания брони не имеет практического значения без сохранения снарядом, сердечником, кумулятивной струей, ударным ядром остаточного заброневого (запреградного) действия. После пробивания брони в заброневое пространство по разным способам оценки бронепробиваемости (разных государств и различных временных периодов), должны выйти целые корпуса снарядов, бронебойные сердечники, ударные ядра, либо разрушенные фрагменты этих снарядов, сердечников, или фрагменты кумулятивной струи или ударного ядра.

## Оценка бронепробиваемости

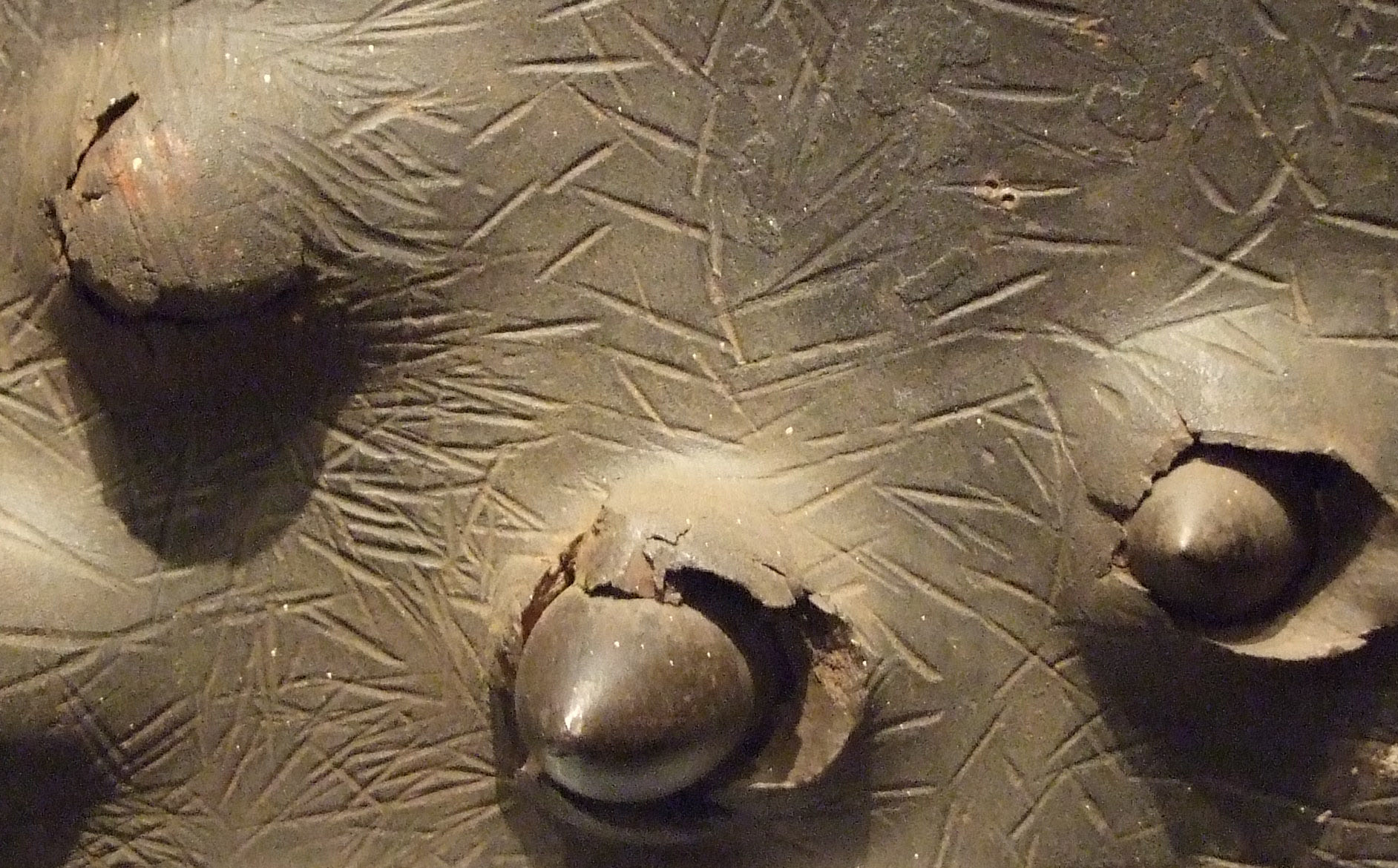
Результаты испытаний бронеплиты обстрелом бронебойными снарядами 40-мм (2-х фунтовой) пушки, 1940 год. Показаны различные стадии нарушения тыльной прочности брони. Центральное поражение приблизительно соответствует ПСП.

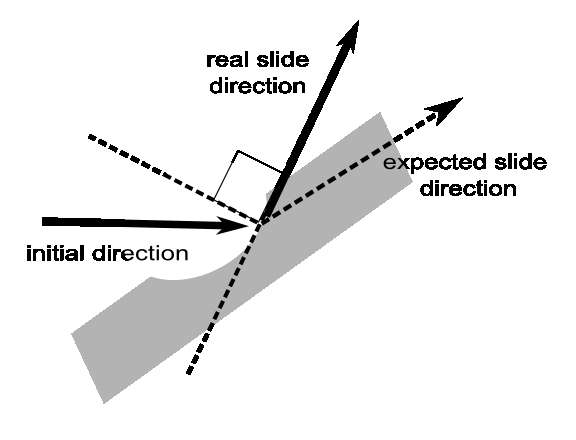
Схема взаимодействия, показывающая влияние образования выбоины (вытесненного объёма материала преграды) на изменение угла взаимодействия.

Бронепробиваемость снарядов в разных государствах оценивается по достаточно различающимся методикам. В общем случае оценка бронепробиваемости может описываться максимальной толщиной пробивания гомогенной брони расположенной под углом 90 градусов к вектору скорости подлёта снаряда. Также в качестве оценки используется предельная скорость (либо дистанция) пробивания  брони данной толщины или данной бронепреграды конкретным боевым припасом.
В Союзе ССР при оценке бронепробиваемости боеприпаса и связанной с ней стойкости испытуемой брони сухопутного вооружения и военной техники и ВМФ используют понятия «Предела Тыльной Прочности» (ПТП) и «Предела сквозного пробивания» (ПСП).
bПТП есть минимальная толщина брони, тыльная поверхность которой остается ненарушенной (по оговоренному критерию) при ведении огня из выбранной артиллерийской системы определённым боеприпасом с заданной дистанции стрельбы.
bПСП есть максимальная толщина брони, которую может пробить насквозь артиллерийская система при стрельбе конкретным типом снаряда с заданной дистанции стрельбы.
Реальные же показатели бронепробиваемости могут находиться между значениями ПТП и ПСП. Оценка бронепробиваемости существенным образом меняется при попадании снаряда в броню установленную под углом к линии подлёта снаряда. В общем случае бронепробиваемость при уменьшении угла наклона брони к горизонту может уменьшиться многократно, и при некотором угле (своём для каждого типа снаряда и типа брони) снаряд начинает рикошетировать от брони, не «закусывая» её, то есть не начиная внедрение в броню.
Ещё сильнее искажается оценка бронепробиваемости при попадании снарядов не в гомогенную катаную броню, а в современную броневую защиту бронетанкового вооружения и техники, которая в настоящее время практически повсеместно выполняется не однородной (гомогенной), а гетерогенной (комбинированной) — многослойной со вставками различных армирующих элементов и материалов (керамики, пластических масс, композитов, разнородных металлов в том числе и лёгких).
Бронепробиваемость тесно связана с понятием «толщина бронезащиты» или «стойкости к воздействию снаряда (того или иного вида воздействия)» или «бронестойкости». Бронестойкость (толщина брони, стойкость к воздействию) обычно указывается как некая средняя. Если величина бронестойкости (например ВЛД) брони какого-либо современного бронетанкового средства с многослойной броней по ТТХ этого средства равно 700 мм, это может означать, что воздействие кумулятивных боеприпасов с бронепробиваемостью в 700 мм, такая броня выдержит, а вот воздействия кинетического снаряда БОПС с бронепробиваемостью всего в 620 мм не выдержит. Для точной оценки бронестойкости бронетанкового средства необходимо указывать по крайней мере две величины бронестойкости, для БОПСа и для кумулятивных боеприпасов.

## Бронепробиваемость при откольном действии
В некоторых случаях при применении обычных кинетических снарядов (БОПС) или специальных осколочно-фугасных снарядов с пластическим ВВ (а по механизму воздействия бризантных с эффектом Гопкинсона) имеет место не сквозное пробивание, а заброневое (запреградное) «откольное» действие, при котором осколки брони отлетающие при несквозном повреждении брони с её тыльной стороны имеют энергию, достаточную для поражения экипажа или материальной части бронированного средства.
Откол материала происходит вследствие прохождения по материалу преграды (брони) ударной волны, возбуждаемой динамическим воздействием кинетических боеприпасов (БОПС), или ударной волны детонации пластического ВВ и механического напряжения материала в том месте, где его уже не удерживают следующие слои материала (с тыльной стороны) до его механического разрушения, с приданием отколовшейся части материала некоторого импульса за счёт упругих взаимодействий с массивом отделяющегося материала преграды.

## Бронепробиваемость кумулятивных боеприпасов
По бронепробиваемости валовые кумулятивные боеприпасы примерно равноценны современным кинетическим боеприпасам, но принципиально могут иметь значительные преимущества по бронепробиваемости перед кинетическими снарядами, пока не будут существенно (более чем до 4000 м/c) увеличены начальные скорости последних или удлинение сердечников БОПС.
Для калиберных кумулятивных боеприпасов можно употреблять понятие «коэффициента бронепробиваемости», выражающегося в отношении бронепробиваемости к калибру боеприпасов. Коэффициент бронепробиваемости у современных кумулятивных боеприпасов может достигать 6-7,5. Перспективные кумулятивные боеприпасы, снаряженные специальными мощными ВВ, снабженные облицовкой из материалов типа обеднённого урана, тантала, и пр. могут иметь коэффициент бронепробиваемости до 10 и более.
Кумулятивные боеприпасы имеют и недостатки по бронепробиваемости, например недостаточное заброневое действие при работе на пределах бронепробиваемости. Недостатком кумулятивных боеприпасов являются и хорошо разработанные способы защиты от них, например, возможность разрушения или расфокусировки кумулятивной струи, достигаемые различными, часто достаточно простыми способами защиты от кумулятивных снарядов стороной.
Согласно гидродинамической теории М. А. Лаврентьева, пробивное действие кумулятивного заряда с конической воронкой:
b=L(Pc/Pп)^(0,5)
где b-глубина проникновения струи в преграду, L — длина струи, равная длине образующей конуса кумулятивной выемки, Рс — плотность материала струи, Рп — плотность преграды.
Длина струи L:
L=R/sin(α), где R-радиус заряда, α-угол между осью заряда и образующей конуса.
Однако в современных боеприпасах применяются различные дополнительные меры для осевого растяжения струи (воронка с переменным углом конусности, с переменной толщиной стенок), ввиду чего бронепробиваемость современных боеприпасов может превышать 9 диаметров заряда.

## Расчёты бронепробиваемости
Бронепробиваемость кинетических боеприпасов, как правило калиберных, может быть вычислена по эмпирическим формулам Сиаччи и Круппов, Гавра, Томпсона, Дэвиса, Кирилова и др., используемым с XIX века.
Для вычисления теоретической бронепробиваемости кумулятивных боеприпасов применяются формулы гидродинамических течений и упрощенные формулы, например Макмиллана, Тейлора-Лавреньтьева, Покровского и т. д.
Теоретически рассчитанная бронепробиваемость, далеко не во всех случаях сходится с реальной бронепробиваемостью.
Хорошую сходимость с табличными и экспериментальными данными показывает формула Якоба де Марра (Жакоб де-Марра):{\displaystyle b=(V/K)^{1,43}\cdot (q^{0,71}/d^{1,07})\cdot (\cos A)^{1,4}}, где b — толщина брони в дециметрах, V — скорость встречи снаряда с броней в м/с, К — коэффициент стойкости брони, имеет величину от 1900 до 2400, но обычно 2200, q — масса снаряда в кг, d — калибр снаряда в дм, А — угол в градусах между продольной осью снаряда и нормалью к броне в момент встречи.
Данная формула является не физической, то есть, выведенной из математической модели физического процесса, каковая в данном случае может быть составлена лишь с применением аппарата высшей математики — а эмпирической, то есть, основана на экспериментальных данных, полученных во второй половине XIX века при обстреле на полигоне листов сравнительно толстой железной и сталежелезной корабельной брони низкоскоростными крупнокалиберными снарядами, что резко сужает её область применения. Тем не менее, формула Якоба де Марра применима для тупоголовых бронебойных снарядов (не учитывает заострения головной части) и иногда дает неплохую сходимость для современных БОПС.

## Бронепробиваемость стрелкового оружия
Бронепробиваемость пуль стрелкового оружия определяется, как по максимальной толщине пробивания броневой стали так и по способности сквозного пробивания защитной одежды различных классов защиты (структурной защиты) с сохранением запреградного действия достаточного для гарантированного вывода противника из строя.
В различных странах необходимая остаточная энергия пули или осколков пули после пробивания защитной одежды оценивается от 80 Дж и выше.
В общем случае известно, что используемые в бронебойных пулях разного рода сердечники после пробивания преграды имеют достаточное убойное действие только при калибре сердечника не менее 6-7 мм, и его остаточной скорости не менее 200 м/с. Например бронебойные пистолетные пули с диаметром сердечника менее 6 мм, имеют весьма низкое убойное действие после пробивания преграды сердечником.
Бронепробиваемость пуль стрелкового оружия:
{\displaystyle b=(Cqd^{2}a^{-1})\cdot \ln(1+Bv^{2})}, где b — глубина проникновения пули в преграду, q — масса пули, а — коэффициент формы головной части, d -диаметр пули, v — скорость пули в точке встречи с преградой, В и С — коэффициенты для различных материалов.
Коэффициент а=1,91-0,35*h/d, где h — высота головной части пули, для пули обр.1908 а=1, пули патрона обр.1943 а=1,3, пули патрона ТТ а=1,7
Коэффициент В=5,5*10^-7для брони (мягкой и твёрдой),
Коэффициент С=2450 для мягкой брони с НВ=255 и 2960 для твёрдой с НВ=444.
Формула приближенная, не учитывает деформацию ГЧ, поэтому для брони следует подставлять в неё параметры бронебойного сердечника, а не собственно пули. Данная формула приведена в учебнике В. М. Кириллова «Основания устройства и проектирования стрелкового оружия», Пенза, 1963 год.

## Пробиваемость
Задачи пробивания преград в военной технике не ограничиваются пробиванием металлической брони, но также заключаются в пробивании различными типами снарядов (например бетонобойными) преград из иных конструкционных и строительных материалов. Например обычными преградами являются грунты (обычные и мерзлые), пески с различным содержанием воды, суглинки, известняки, граниты, дерево, кирпичная кладка, бетон, железобетон.
Для расчётов пробиваемости (глубины проникания в преграду снаряда) в нашей стране используют несколько эмпирических формул глубины внедрения снарядов в преграду например формулу Забудского, Формулу АНИИ, или устаревшую Березанскую формулу.

## История
Необходимость оценки бронепробиваемости впервые возникла в эпоху возникновения морских броненосцев. Уже в середине 1860-х годов на Западе появляются первые исследования по оценке бронепробиваемости сначала круглых стальных ядер дульнозарядных артиллерийских орудий, а затем и стальных бронебойных продолговатых снарядов нарезных артиллерийских орудий. К этому же времени развился отдельный раздел баллистики, изучающий бронепробиваемость снарядов, и появились первые эмпирические формулы расчётов бронепробиваемости.
Между тем, различие методик испытаний, принятых в различных странах, привело к тому, что к 1930-м годам накопились значительные расхождения по оценке бронепробиваемости (и соответственно бронестойкости) брони.
Например, в Великобритании считалось, что все фрагменты (осколки) бронебойного снаряда (в то время бронепробиваемость кумулятивных снарядов ещё не оценивалась) после пробивания брони должны проникать в заброневое (запреградное) пространство. В СССР придерживались такого же правила.
Между тем, в Германии и США считалось, что броня пробита, если не менее 70-80 % фрагментов снаряда проникнут в заброневое пространство. Разумеется, об этом следует помнить, сравнивая данные о бронепробиваемости, полученные из различных источников.
В конечном счёте стало принято считать[где?], что броня пробита, если более половины фрагментов снаряда окажутся в заброневом пространстве. Остаточная энергия фрагментов снаряда оказавшаяся за броней не учитывалась, и, таким образом, запреградное действие этих фрагментов также оставалось невыясненным, колеблясь от случая к случаю.
Наряду с различными методиками оценки бронепробиваемости снарядов, с самого начала наблюдалось и два противоположных подхода к её достижению: либо за счёт применения сравнительно лёгких высокоскоростных снарядов, пробивающих броню, либо за счёт тяжёлых малоскоростных, её скорее проламывающих. Проявившись ещё в эпоху первых броненосцев, эти две линии в той или иной степени существовали в течение всей эволюции кинетических средств поражения бронированной техники.
Так, в годы перед Второй мировой войной в Германии, Франции и Чехословакии главным направлением развития были малокалиберные танковые и противотанковые орудия с высокой начальной скоростью снаряда и форсированной баллистикой, каковое направление было в целом сохранено и в годы самой войны. В СССР же, напротив, ставка была с самого начала сделана на увеличение калибра снаряда, что позволило достичь той же бронепробиваемости при более простой и технологичной конструкции боеприпаса, ценой некоторого увеличения массово-габаритных характеристик самой артсистемы. В результате, несмотря на общее техническое отставание, советская промышленность в годы войны сумела обеспечить армию достаточным количеством средств борьбы с бронетехникой противника, имеющих адекватные решению поставленных перед ними задач тактико-технические характеристики. Лишь в послевоенные годы технологический прорыв, обеспеченный в том числе и изучением последних немецких разработок, позволил перейти на более эффективные средства достижения высокой бронепробиваемости, чем простое увеличение калибра и иных количественных параметров.